# Rhopalopilia pallens
Rhopalopilia pallens är en tvåhjärtbladig växtart som beskrevs av Jean Baptiste Louis Pierre. Rhopalopilia pallens ingår i släktet Rhopalopilia och familjen Opiliaceae. Utöver nominatformen finns också underarten R. p. glabriflora.